# Marshwood
Marshwood est une paroisse civile et un village du Dorset, en Angleterre.